# Hosta
Hosta es un género de plantas herbáceas, perennes y rizomatosas perteneciente a la familia Agavaceae, si bien  tradicionalmente fue incluido dentro de una definición amplia de Liliaceae. El género incluye unas 40 especies nativas del noreste de Asia. Son plantas muy populares en jardinería, particularmente por su follaje, en general de color verde amarillento o verde azulado. 
El nombre del género, el cual también se usa como nombre común para designar a todas las especies y cultivares híbridos, está dedicado al botánico y médico austríaco Nicolaus Thomas Host. En el pasado se conocían a veces como  "lirio llantén", este nombre está actualmente en desuso. El nombre japonés Giboshi se usa en inglés en círculos reducidos. También es conocida como Planta de Lidia en algunas zonas de Alicante.

## Descripción
Son plantas herbáceas, carnosas, a veces coriáceas, rizomatosas, acaulescentes, de hojas alternas, opuestas o verticiladas, con la lámina lanceolada o aovada, amplias, con un tamaño muy variable de acuerdo a la especie y cultivar considerado (de unos  6–50 cm largo y 4–30 cm ancho. Las flores son hermafroditas, ligeramente cigomorfas. El perigonio es infundibuliforme, compuesto por 6 tépalos soldados entre sí, erguidos o extendidos. El androceo está compuesto por 6 estambres con filamentos filiformes, anteras oblongas, versátiles. El ovario es súpero, con 3 lóculos pluriovulados. El estilo es corto y el estigma es capitado, pequeño.  Las flores se disponen en inflorescencias racimosas (paniculo) en la extremidad de un escapo áfilo u hojoso, erecto, de más de 60 cm de alto. las flores individuales son erguidas, horizontales o péndulas, de 2–5 cm largo, verdosas, blancas, violetas o rosas; fuertemente perfumadas en algunas especies, pero en general son inodoras. El fruto es una cápsula trivalva, loculicida.

## Cultivo y usos
Si bien muchas Hostas son originarias de China, la mayoría de las especies que se encuentran en los jardines fueron introducidas a Europa desde Japón por Philipp Franz von Siebold a mediados del siglo XIX.

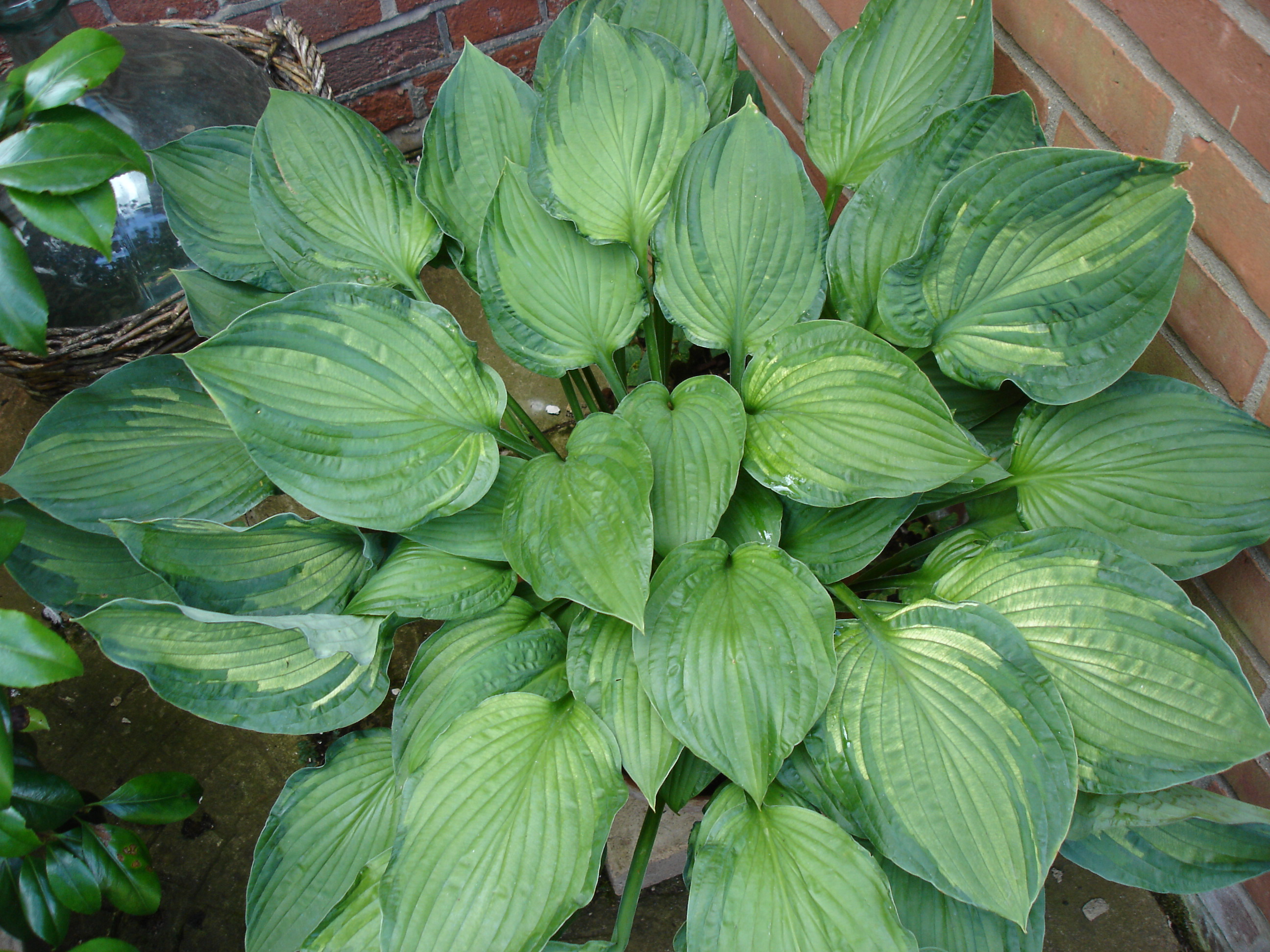

Las Hostas se cultivan como ornamentales en sitios a media sombra, en general bajo la cubierta de árboles o arbustos más altos. Existen cultivares de variados colores de follaje, verde brillante, amarillento, azulados, con manchas amarillas o blancas. Los cultivares con hojas doradas o blancas están especialmente cotizados. 
Las sociedades : "The American Hosta Society" y "The British Hosta and Hemerocallis Society" patrocinan exposiciones anuales de estas plantas, frecuentemente dentro de los  jardines botánicos. 
Las Hostas son sin lugar a dudas el plato favorito de  caracoles y babosas, los que generalmente producen daños severos.

## Taxonomía

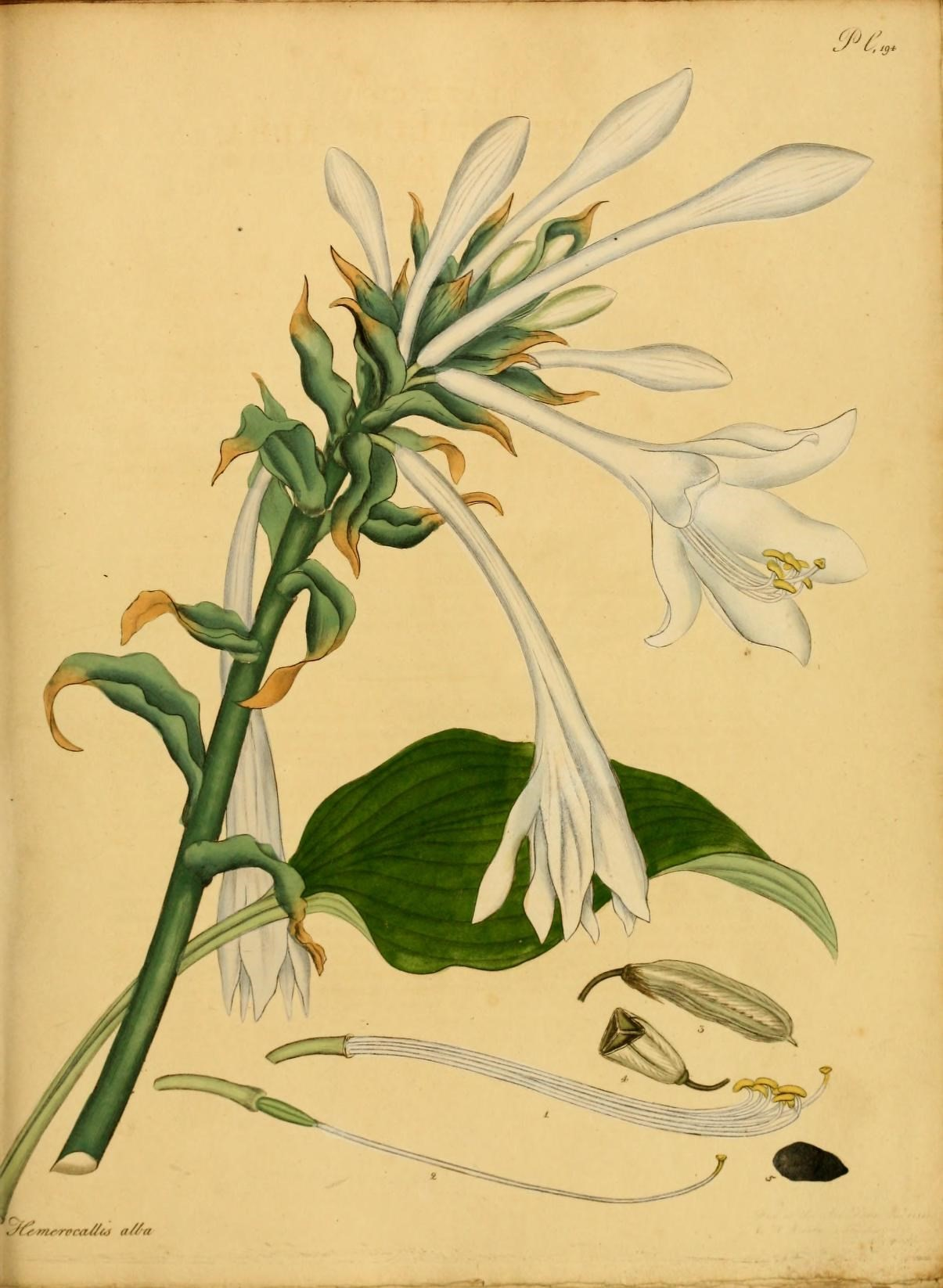
Ilustración de Hosta plantaginea, del repositorio del botánico para plantas nuevas y raras.

El género fue descrito por Leopold Trattinnick  y publicado en Bulletin de la Société Botanique de France 81: 819. 1934[1935]. La especie tipo es: Hosta japonica Tratt. 

## Especies de Hosta
| - Hosta atropurpurea - Hosta capitata - Hosta cathayana - Hosta clausa - Hosta crassifolia - Hosta crispula - Hosta decorata - Hosta fluctuans - Hosta fortunei - Hosta gracillima - Hosta helenioides - Hosta hypoleuca - Hosta ibukiensis - Hosta jonesii - Hosta kikutii - Hosta lancifolia - Hosta longipes - Hosta longissima - Hosta minor - Hosta montana - Hosta nakaiana - Hosta nigrescens | - Hosta opipara - Hosta plantaginea (Lam.) Asch. - hermosa del día - Hosta plantaginea var. grandiflora - Hosta pulchella - Hosta pycnophylla - Hosta rectifolia - Hosta rohdeifolia - Hosta rupifraga - Hosta sagae - Hosta sieboldiana - Hosta sieboldii - Hosta tardiflora - Hosta tardifolia - Hosta tardiva - Hosta tibai - Hosta tokudama - Hosta tortifrons - Hosta tsushimensis - Hosta undulata - Hosta ventricosa - Hosta venusta - Hosta yingeri |